# Campionat d'Espanya de trial 1968
La temporada de 1968 del Campionat d'Espanya de trial fou la 1a edició d'aquest campionat, organitzat per la Reial Federació Motociclista Espanyola. Instaurat com a continuació del Campionat de Catalunya, existent des de 1965, el primer campionat estatal constava de tres proves: Trial de València (disputat a Sagunt l'11 de febrer), Trial de Primavera (disputat al Tibidabo el 24 de març) i Trial de Madrid (a Navacerrada). Pere Pi, pilotant la Montesa 250 Trial (poc abans del llançament de la reeixida Cota 247), va guanyar-les totes tres.

## Classificació final
| Posició | Pilot          | Motocicleta | Punts |
| ------- | -------------- | ----------- | ----- |
| 1       | Pere Pi        | Montesa     | 16    |
| 2       | Manuel Marquès | Bultaco     | 9     |
| 3       | Jaume Marquès  | Bultaco     | 7     |
| 4       | ?              | ?           | ?     |
| 5       | ?              | ?           | ?     |
| 6       | ?              | ?           | ?     |
| 7       | ?              | ?           | ?     |
| 8       | ?              | ?           | ?     |
| 9       | ?              | ?           | ?     |
| 10      | ?              | ?           | ?     |